# Julia Männchen
Julia Männchen (* 1. Mai 1939 in Dresden; † 1. Januar 2018 in Greifswald) war eine deutsche Alttestamentlerin.

## Leben
Männchen arbeitete fünf Jahre als medizinisch-technische Assistentin (MTA). Sie studierte in Leipzig Theologie und kam 1968 nach Greifswald, wo sie wissenschaftliche Assistentin wurde und schon bald den Hebräischunterricht übernahm. Nach der Promotion in Greifswald 1984 (Gustaf Dalmans Leben und Wirken in der Brüdergemeine, für die Judenmission und an der Universität Leipzig 1855–1902) und der Habilitation 1991 (Gustaf Dalman als Palästinawissenschaftler in Jerusalem und Greifswald 1902–1941) lehrte sie dort bis 2004. Mit ihrem Eintritt in den Ruhestand erhielt Männchen den Titel einer außerplanmäßigen Professorin. Ihr Grab befindet sich auf dem Bühlauer Friedhof.

## Schriften (Auswahl)
- Gustaf Dalmans Leben und Wirken in der Brüdergemeine, für die Judenmission und an der Universität Leipzig 1855–1902. Wiesbaden 1987, ISBN 3-447-02750-9.
- Gustaf Dalman als Palästinawissenschaftler in Jerusalem und Greifswald 1902–1941. Wiesbaden 1993, ISBN 3-447-03425-4.
- (Hrsg.): Das Herz zieht nach Jerusalem. Gustaf Dalman zum 150. Geburtstag. Greifswald 2005, ISBN 3-86006-243-3.
- (Hrsg.): Mein Haus wird ein Bethaus für alle Völker genannt werden (Jes 56,7). Judentum seit der Zeit des Zweiten Tempels in Geschichte, Literatur und Kult. Festschrift für Thomas Willi zum 65. Geburtstag. Neukirchen-Vluyn 2007, ISBN 3-7887-2242-8.